# 公子絷
公子絷（？—？），嬴姓，名絷，字子显，秦国公子。韩之战，秦国把晋惠公俘虏，公子絷建议将他杀死。前636年，公子絷护送公子重耳回晋国继位，就是晋文公。